# Unterseeboot U-117 (1917)
Pour les autres navires du même nom, voir Unterseeboot 117.
L'Unterseeboot U-117 est un sous-marin mouilleur de mines à long rayon d'action de type UE II de la Kaiserliche Marine. Il fut mis en chantier par l’Aktiengesellschaft Vulcan en 1917 à Hambourg en Allemagne, et lancé le 10 décembre 1917. Il fut mis en service dans la marine impériale allemande le 28 mars 1918 sous le commandement du Kapitänleutnant Otto Dröscher. Après sa mise au point, l'U-117 est affecté le 1er juin 1918 à l'U-Kreuzer Verband (unité de croiseurs sous-marins). Au cours des cinq semaines suivantes, il termina son armement à Kiel.

## Historique des services

### Opérations au large de l’Amérique du Nord
Le 11 juillet, l'U-117 quitta Kiel et prit la route orientale à travers la mer Baltique autour du Danemark et vers la mer du Nord en passant par le Skagerrak. Après avoir contourné les îles Shetland, il mit le cap sur la côte est des États-Unis pour poser des champs de mines au large et mener une guerre de course. Au cours de la traversée de l’océan Atlantique, le mauvais temps a déjoué ses tentatives d’attaquer deux vapeurs solitaires, deux convois et un petit croiseur.
L'U-117 atteignit les côtes américaines le 8 août 1918, et sa fortune s’améliora peu après. Le 10 août, il rencontra une flottille de bateaux de pêche et coula huit de ces navires avec des explosifs et par ses tirs. Le 12 août, il aperçut le vapeur Sommerstadt naviguant sur lest. Après avoir observé que le vapeur norvégien était armé, il lança en immersion une attaque qui le coula d’une seule torpille. Le lendemain, le sous-marin effectue une autre attaque à la torpille en immersion et frappe le pétrolier américain Frederic R. Kellogg, de 7127 tonneaux de jauge brute, qui se rend de Tampico (Mexique) à Boston (Massachusetts), avec 7500 barils de pétrole brut. L’action s’est déroulée à seulement 19 km au nord du phare de Barnegat, dans le New Jersey. Cependant, le Frederic R. Kellogg a été mis hors de combat dans des eaux si peu profondes que les Américains ont pu le renflouer.
Plus tard dans la même journée, le sous-marin mouilleur de mines commença l’autre moitié de sa tâche en posant des mines près du phare de Barnegat. Ses efforts ont porté leur fruit lorsque le navire à vapeur San Saba de la Mallory Line a heurté une mine et a coulé le 4 octobre 1918, et que le cargo cubain Chaparra a heurté une autre mine et a coulé le 27 octobre. Le 14 août, l'U-117 fait une pause dans ses opérations de minage pour reprendre la guerre de course lorsqu’il rencontre la goélette américaine Dorothy B. Barrett. Le sous-marin a utilisé ses canons de pont contre le voilier et l’a coulé. Peu de temps après, cependant, le chasseur est devenu gibier lorsqu’un hydravion américain a forcé le sous-marin à se réfugier sous la surface. L’avion et le chasseur de sous-marins SC-71 ont soumis l'U-117 à un bref largage de bombes, et le SC-71 a attaqué le sous-marin avec des grenades anti-sous-marines avant de perdre sa trace.
Le lendemain 15 août 1918, l'U-117 reprit ses opérations de pose de mines au large du phare de Fenwick Island. Ce champ de mines a fait plus tard deux victimes, l’une endommagée et l’autre coulée. Le 29 septembre 1918, le Minnesota heurta l’une de ces mines et subit d’importants dommages. Le cargo Saetia du Naval Overseas Transportation Service entra dans la même zone le 9 novembre, heurta une mine et coula. Plus tard dans la même journée (toujours le 15 août) le sous-marin se déplaça plus au sud. Après avoir posé un troisième champ de mines près du bateau-phare Winter Quarter Shoals, il arraisonna un voilier américain, le Madrugada de 1613 tonneaux de jauge brute, et le coula par ses tirs d’artillerie. Ce jour-là, un hydravion américain en patrouille a déjoué une tentative ultérieure du sous-marin allemand d’arrêter un autre voilier.
Le 16 août 1918, l'U-117 reprit ses opérations de minage, cette fois au large du cap Hatteras, en Caroline du Nord, mais l’approche du vapeur britannique Mirlo de 6978 TJB interrompit son travail. S’approchant de sa cible en immersion, l'U-117 tira une torpille qui envoya le navire marchand par le fond. À la suite de cette attaque, le sous-marin recommença à poser des mines, créant son quatrième et dernier champ de mines. À ce moment-là, une pénurie de carburant a contraint à un retour vers l’Allemagne.

### Voyage de retour
Le voyage de retour s’est avéré à la fois plus mouvementé et plus réussi que le voyage aller. Le 17 août 1918, au large de Buenos Aires, en Argentine, il arraisonna un voilier norvégien, le Nordhav de 2846 tonneaux de jauge brute, à destination de New York chargé de graines de lin. Les marins de l'U-117 ont placé des bombes à bord du cargo qui a coulé. Trois jours plus tard, le sous-marin s’engage dans un duel infructueux avec un vapeur non identifié et lourdement armé. Le 26 août, il arraisonna le Rush de 145 TJB et coula ce chalutier américain avec des bombes placées à bord. Le lendemain, l'U-117 aperçut le cargo norvégien Bergsdalen, naviguant sur lest de La Pallice (France) à Baltimore (Maryland) et le coula d’une seule torpille. Trois jours plus tard, le 30 août, il rencontra ses deux dernières victimes, lorsqu’il arraisonna les chalutiers de pêche britanniques Elsie Porter et Potentate, de 136 tonneaux de jauge brute, et les coula tous deux avec des charges explosives.
Après une tentative infructueuse d’attaque à la torpille le 5 septembre 1918 sur un vapeur britannique isolé, le War Ranee, l'U-117 se concentra sur sa route vers le Skagerrak et la sécurité. Sa pénurie critique de carburant oblige le sous-marin à établir le 8 septembre un contact en télégraphie sans fil avec l'U-140, afin de fixer un rendez-vous de ravitaillement en carburant. Les deux U-boote se rencontrèrent les 12 et 13 septembre, près des îles Féroé, et l'U-117 prit environ 23000 litres de gazole avant de continuer vers Kiel. Le sous-marin arriva à destination de manière peu glorieuse le 22 septembre, après avoir dû faire appel à un torpilleur en patrouille pour le remorquer dans la dernière étape de son voyage.
Pour le reste de la guerre, l'U-117 resta inactif. Le 23 octobre 1918, il est réaffecté à la flottille U-Flotille, Hochseeflotte (1ère flottille de sous-marins, flotte de haute mer), mais est resté dans un chantier naval.

### Remis à l’US Navy

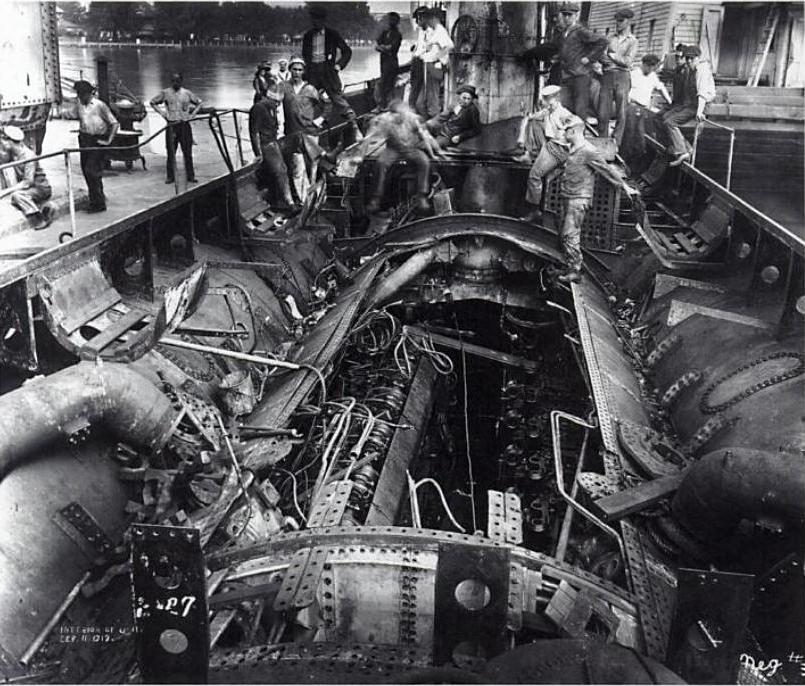
L'U-117, partiellement démantelé, au Philadelphia Navy Yard en 1920

L’armistice du 11 novembre 1918 met fin aux hostilités et oblige l’Allemagne à remettre ses sous-marins aux Alliés. L'U-117 se rendit dix jours plus tard à Harwich, en Angleterre. Au cours des semaines qui ont suivi, la marine américaine a exprimé son intérêt pour l’acquisition de plusieurs anciens sous-marins allemands pour servir d’expositions lors d’une campagne de vente de bons de la Victoire. L'U-117 est devenu l’un des six bateaux mis de côté à cet effet. En mars 1919, son équipage américain prend le contrôle du sous-marin et le place en commission spéciale, sous le commandement du capitaine de corvette Aquilla G. Dibrell.
Après une période mouvementée de préparation à la mer, l'U-117 traversa la Manche depuis Harwich le 3 avril, en compagnie du ravitailleur de sous-marins Sumner et des UB-88, UB-148 et UC-97. Cette improbable organisation américaine, surnommée l'Ex-German Submarine Expeditionary Force, fit escale aux Açores et aux Bermudes avant d’atteindre New York le 27 avril 1919, où les sous-marins furent bientôt ouverts au public. Les touristes, les photographes, les journalistes, les techniciens du ministère de la Marine et les fabricants de sous-marins civils ont tous afflué pour voir les six trophées de guerre. Puis l’ordre leur est donné d’entamer une série de visites portuaires pour vendre des obligations de la Victoire. L'U-117 a tracé l’un des itinéraires de la côte est au cours duquel il s’est arrêté à Washington, D.C., et a passé une longue période au Washington Navy Yard. À la fin de la campagne de promotion à la fin de l’été, le sous-marin fut désarmé au chantier naval de Philadelphie avec l'U-140 et l'UB-148. Il y resta, partiellement démantelé, jusqu’à ce qu’il soit emmené en mer en juin 1921 pour servir de cible aux essais de bombardement aérien menés par la Marine et l’Armée.

### Naufrage

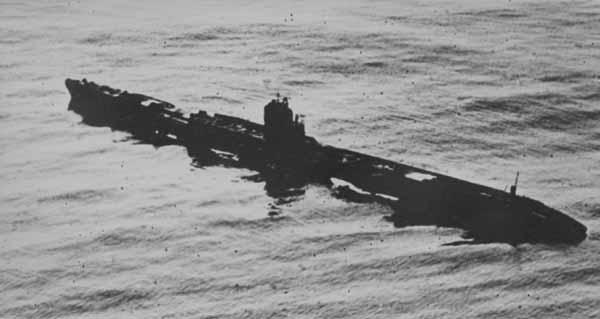
L'U-117 comme navire cible

Le 21 juin 1921, trois hydravions Felixstowe F5L de la Navy volant à une altitude de 1200 pieds (370 m) bombardent et coulent l'U-117 à l’ancre dans une eau calme à 50 milles marins (93 km) à l’est du bateau-phare Cap Charles, avec douze bombes de 163 livres (74 kg), chacune chargée de 117 livres (53 kg) de TNT.
Les bombes ont été larguées en deux salves, l’une de trois bombes et l’autre de neuf bombes. Les deux salves sont tombées près de la cible, toutes à moins de 150 pieds (46 m) de celle-ci. Toutes les bombes ont fonctionné comme prévu. Le sous-marin a coulé dans les sept minutes qui ont suivi la deuxième salve. Le Bureau d’observation ne l’a pas inspecté.

## Commandants
- Kapitänleutnant Otto Dröscher[2] : du 28 mars au 11 novembre 1918

## Navires coulés
| Date              | Nom                 | Nationalité      | Tonnage | Destin.   |
| ----------------- | ------------------- | ---------------- | ------- | --------- |
| 10 août 1918      | Aleda May           | United States    | 31      | Coulé     |
| 10 août 1918      | Cruiser             | United States    | 28      | Coulé     |
| 10 août 1918      | Earl & Nettie       | United States    | 24      | Coulé     |
| 10 août 1918      | Katie L. Palmer     | United States    | 31      | Coulé     |
| 10 août 1918      | Mary E. Sennett     | United States    | 26      | Coulé     |
| 10 août 1918      | Progress            | United States    | 34      | Coulé     |
| 10 août 1918      | Reliance            | United States    | 19      | Coulé     |
| 10 août 1918      | William H. Starbuck | United States    | 53      | Coulé     |
| 12 août 1918      | Sommerstad          | Norvège          | 3875    | Coulé     |
| 13 août 1918      | Frederic R. Kellogg | United States    | 7127    | Endommagé |
| 14 août 1918      | Dorothy B. Barrett  | United States    | 2088    | Coulé     |
| 15 août 1918      | Madrugada           | United States    | 1613    | Coulé     |
| 16 août 1918      | Mirlo               | United Kingdom   | 6978    | Coulé     |
| 17 août 1918      | Nordhav             | Norvège          | 2846    | Coulé     |
| 20 août 1918      | Ansaldo III         | Royaume d'Italie | 5310    | Endommagé |
| 24 août 1918      | Bianca              | United Kingdom   | 408     | Endommagé |
| 26 août 1918      | Rush                | United States    | 145     | Coulé     |
| 27 août 1918      | Bergsdalen          | Norvège          | 2555    | Coulé     |
| 30 août 1918      | Elsie Porter        | United Kingdom   | 136     | Coulé     |
| 30 août 1918      | Potentate           | United Kingdom   | 136     | Coulé     |
| 29 septembre 1918 | USS Minnesota       | US Navy          | 18000   | Endommagé |
| 4 octobre 1918    | San Saba            | United States    | 2458    | Coulé     |
| 27 octobre 1918   | Chaparra            | Cuba             | 1510    | Coulé     |
| 9 novembre 1918   | Saetia              | United States    | 2873    | Coulé     |